# Hideyuki Ashihara
Kancho Hideyuki Ashihara (芦原 英幸, Hiroshima, 5 december 1944 - 24 april 1995) was een Japans karateka. Hij was de grondlegger van de gevechtsstijl Ashihara karate. De Japanner overleed op vijftigjarige leeftijd aan de gevolgen van de zenuwziekte ALS.

## Biografisch
Ashihara kwam in 1961 in Tokio voor het eerst in aanraking met karate. Hij sloot zich er aan bij de dojo van Masutatsu Oyama en haalde in 1964 zijn Shodan. Twee jaar later werd Ashihara instructeur in Kyokushin karate. Vanwege zijn betrokkenheid bij een straatgevecht werd hij voor twee maanden geschorst en naar Shikoku gestuurd. Daar begon hij een werk dat hij na zijn straf voortzette. Hij opende dojo's in Hiroshima, Kobe, Nara, Osaka, Kyoto en Yawatahama en ontwikkelde een stijl die gebaseerd werd op drie pijlers:
- Voorbereiding en het gebruik van vier posities
- Timing en inzicht in afstand
- Stand

De crux van de nieuwe stijl was om de aanvalskracht van de tegenstander om te zetten in energie die tegen hem wordt gebruikt, zoals bij judo. Hierdoor draait een Ashihara-karateka voortdurend weg van zijn opponent (het zogeheten Sabaki), om hem vervolgens zonder veel krachtsinspanning tegen de grond te werken.
De drie elementen werden niet erkend als onderdeel van Kyokushin karate, waarop Ashihara daarmee brak. Vervolgens richtte hij in 1980 New International Karate Ashihara karate Kaikan op. Na Ashihara's overlijden nam zijn zoon Hidenori het leiderschap over deze organisatie over, die vanaf 1994 een eigen wereldkampioenschap kreeg.
Inmiddels zijn er diverse andere organisaties actief op het gebied van karate in de geest van Hideyuki Ashihara. Een van zijn voornaamste leerlingen, Joko Ninomya, heeft het Enshin-systeem ontwikkeld, waarbij eveneens het Sabaki centraal staat. In Nederland is vooral de Ashihara International Karate Organisation (AIKO) van Dave Jonkers actief. De AIKO heeft bekende vechters zoals meervoudig K-1 kampioen Sem Schilt en de huidige Glory Lightweight World Champion, Davit Kiria, voortgebracht.